# Giuseppe Tucci
Pour les articles homonymes, voir Tucci.
Giuseppe Tucci (né le 5 juin 1894 à Macerata – mort le 5 avril 1984 à San Polo dei Cavalieri, dans la province de Rome), est un orientaliste, sanskritiste et sinologue puis tibétologue italien, spécialiste de l'histoire du bouddhisme. Il parlait plusieurs langues européennes ainsi que le sanskrit, le bengali, le chinois et le tibétain. Il enseigna à l'université de Rome « La Sapienza » jusqu'à sa mort.

## Jeunesse et études
Giuseppe Tucci nait dans une famille de la classe moyenne à Macerata dans les Marches. Élève doué, il apprend seul l'hébreu, le chinois et le sanskrit avant d'aller à l'université en 1911, à l'âge de 18 ans. Il publie alors une série d'épigraphes latins dans la revue de l'Institut germanique d'archéologie. Il complète ses études à l'université de Rome en 1919 mais elles sont interrompues par la Première Guerre mondiale.
Après avoir obtenu ses diplômes, il voyage jusqu'en Inde et s'arrête à l'université Visva-Bharati, fondée par le poète bengali et prix Nobel de littérature Rabindranath Tagore. Là, il étudie le bouddhisme et les langues tibétaine et bengali. Il y enseigne également l'italien et le chinois. Il étudie et enseigne aussi à l'université de Dacca, à l'université de Bénarès, puis à celle de Calcutta. Il reste en Inde jusqu'en 1931, année où il rentre en Italie.

## Enseignements et recherches
Tucci est considéré comme l'un des plus grands orientalistes italiens, menant des travaux et des recherches sur un large spectre de l'Orient, de l'ancienne religion iranienne à la philosophie chinoise. En particulier, il est un spécialiste mondialement reconnu des cultures tibétaine et mongole.
Il est professeur invité dans de nombreuses universités à travers l'Europe et l'Asie. En 1931, l'université de Naples crée pour lui la première chaire de langue et littérature chinoises.
Avec le philosophe italien Giovanni Gentile, il fonde l'Institut italien pour le Moyen et l'Extrême-Orient (IsMEO) à Rome. Au nom de l'Institut, il organise des missions scientifiques et des fouilles archéologiques pionnières en Asie, comme dans la vallée de Swat dans le nord du Pakistan, à Ghazni en Afghanistan, Persépolis en Iran et dans l'Himalaya.
Entre 1928 et 1954, il organise et mène huit expéditions dans l'Himalaya indien, le Tibet occidental et central, et, seul, cinq ou six au Népal, collectant des objets, des témoignages et une somme de documents sur le patrimoine artistique et littéraire de ces régions, patrimoine déjà souvent dégradé. Il fut aussi le président du musée national italien d'art oriental.
Après la fermeture du Tibet aux visiteurs étrangers dans les années 1950, Tucci explore la vallée de Swat, une région importante dans l'histoire tibétaine, car lieu de naissance de Padmasambhava, qui a introduit le bouddhisme au Tibet.
En 1960, il invite Namkhai Norbu Rinpoché, lequel s'installe en Italie, où il occupe un poste à l'IsMEO à Rome et, à partir de 1962, à l'Institut universitaire oriental de Naples, où il enseigne la langue et la littérature tibétaines jusqu'en 1992.
En 1978, il reçoit le Jawaharlal Nehru Award pour sa compréhension du monde, en 1979 le prix Balzan pour l'histoire (ex æquo avec Ernest Labrousse) « Pour ses extraordinaires découvertes en Orient et pour ses études historiques fondamentales, qui ont montré l’interdépendance du développement des civilisations européenne et orientale » (motivation du Comité général des Prix Balzan).
Durant sa vie, il aura écrit plus de 360 livres et articles.

## Engagements et relations politiques

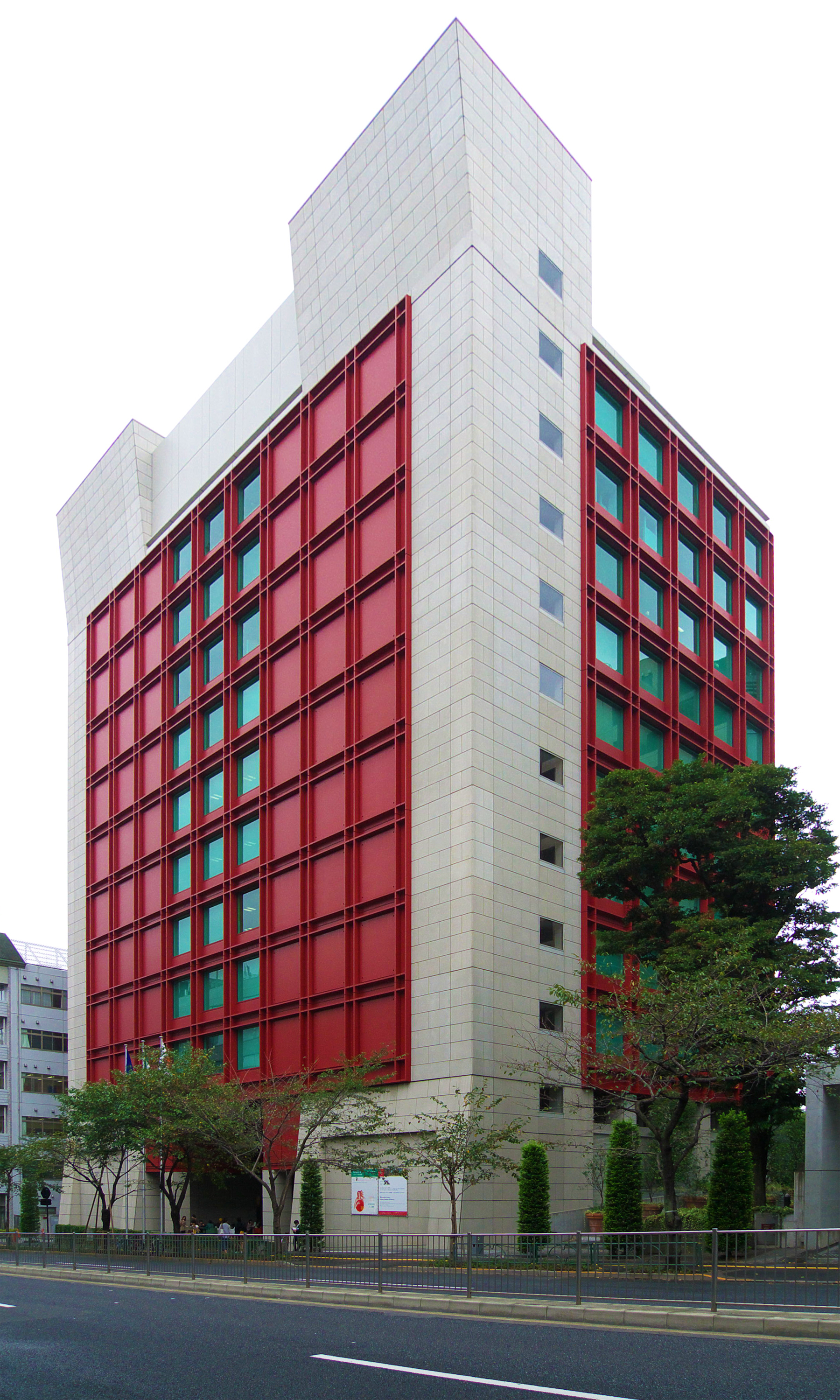
LIstituto Italiano di Cultura de Tokyo.

### Franc-maçonnerie
Selon certaines déclarations, dont celle de Gustavo Raffi, Grand Maître du Grand Orient d'Italie de 1999 à 2014, Tucci fut membre de la Franc-maçonnerie.

### Fascisme
Pour Hans Thomas Hakl, Tucci fait partie des intellectuels qui se sont ralliés clairement au fascisme, tout en gardant une attitude élitaire et un grand intérêt pour l'ésotérisme.
Selon l'écrivain James Kirkup (en), Tucci soutenait Mussolini et était l'ami intime du philosophe fasciste Giovanni Gentile, ministre de l'éducation de Mussolini aux débuts du régime fasciste. D'après James Kirkup, quand éclata la Guerre du Pacifique en 1941, il fut envoyé par Mussolini au Japon pour y fonder l'Institut culturel italien à Tokyo et voyagea dans tout le pays pour y donner des conférences sur le Tibet et sur la « pureté raciale ». Selon d'autres auteurs, quand cet institut fut fondé, en janvier 1937, il se trouvait au Japon, et ce depuis novembre 1936 où il se rendit pour la première fois dans ce pays.
Selon Per Kværne, « l'attitude de Giuseppe Tucci vis-à-vis du fascisme italien fut, apparemment, indécise jusqu'à la fin de la Seconde Guerre mondiale ».

### Soutien de Giulio Andreotti dans l'après-guerre
En 1950, Tucci reconnaît que les difficultés financières de son expédition de 1948 furent résolues grâce à l'intérêt porté à celle-ci par Giulio Andreotti, l'un des politiciens les plus influents de l'après-guerre en Italie.

## Religion

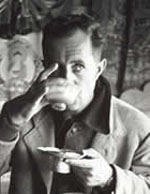
Giuseppe Tucci buvant du thé au beurre au Tibet en 1937. Photo de Fosco Maraini

Tucci était né dans une famille de religion catholique. Dans Segreto Tibet Fosco Maraini écrit qu'à lui-même, comme aux autres membres de l'expédition de 1948, il ne fut pas permis de pénétrer à Lhassa et que, par la suite, seul Tucci, en tant que bouddhiste, reçut le lam-yig (l'autorisation d’entrer). Tucci en effet était devenu bouddhiste pendant l'expédition de 1935, ayant été initié par l'abbé de Sakya, Ngawang Thutob Wangdrag, comme il l'écrit lui-même dans Santi e briganti nel Tibet ignoto,.
Tucci était convaincu d’avoir été un Tibétain dans sa vie antérieure, et de s'être réincarné en Occident pour aider son peuple par le témoignage de sa religion et de sa culture : « Sa Sainteté Tenzin Gyatso, dans un discours public prononcé aux États-Unis il y a une vingtaine d'années, il semble qu'il ait dit qu'à Lhassa il avait confié une collection particulièrement sacrée de manuscrits à un célèbre orientaliste pour l'emmener hors du Tibet en prévision de l'invasion chinoise ».
Dans la collection Tucci à Rome, il existe de nombreux artefacts, notamment d'anciens manuscrits tibétains, des objets de dévotion et des statues bouddhistes de grande valeur apportés par les expéditions Tucci, et ainsi sauvés de la destruction de l'invasion de la période 1950-59 et de la dévastation infligée dans les années 1960 par les gardes rouges maoïstes pendant la révolution culturelle.
Tucci a été autorisé à rencontrer le jeune Dalaï Lama à Lhassa en 1948, le troisième Italien à entrer dans la ville sacrée du lamaïsme (après Odorico da Pordenone au XIVe siècle et Ippolito Desideri en 1716) dans laquelle seuls les explorateurs et missionnaires européens avaient pénétré dans le passé.
Le 8 octobre 1973, dans une lettre publiée dans le journal Il Tempo , à la suite d’une polémique due à l'échec de sa rencontre avec le 14e Dalaï Lama, en visite à Rome pour rencontrer le pape Paul VI, Tucci écrivit : « Je confirme une nouvelle fois que je suis sincèrement bouddhiste, au sens cependant que je suis et cherche à faire revivre en moi les paroles du Maitre dans leur simplicité originale, dépouillées des architectures religieuses et des spéculations logiques et gnostiques qui, au fil des temps, les ont dénaturées et déformées. Par conséquent, toujours profondément respectueux des opinions des personnes qui donnent un témoignage de la sincérité de leur propre foi, je ne crois pas en Dieu, je ne crois pas à l'âme, je ne crois à aucune Église mais seulement à trois principes : la pensée juste, la parole juste, l'action juste. C’est facile à dire mais très difficile mettre en pratique avec courage et sans concessions, sans s’humilier à un compromis ou à des calculs indignes d'avantage et de profit ».
Tucci, 80 ans, a déclaré au journaliste A.N. Dar : « Nos passions doivent être transformées en un élément de liberté » ; selon Enrica Garzilli « avec la sincérité qui est permise aux grands anciens, il lui avoua qu'il était devenu bouddhiste parce qu'il était déçu de l'Église catholique et des prêtres. Et il a ajouté : « J'ai trouvé le bouddhisme beaucoup plus simple. C'est juste une doctrine éthique. Tout est basé sur la sincérité et vous êtes complètement libre ».
Peu avant la mort de Tucci, le 6 février 1984, un ami commun, Gilberto Bernabei, écrivit à Giulio Andreotti une lettre où il disait que Tucci était retourné au catholicisme. Il est très probable que ce serait à l’initiative de sa femme Francesca ; quoi qu’il en soit il n’existe aucune lettre ou aucun document autographe de Tucci ou signé de lui qui attesterait de ce retour au catholicisme in articulo mortis.

## Ouvrages
- Giuseppe Tucci, Apologie du taoïsme, trad. fr. Maxime Formont, Paris, Éditions Nilsson, 126 p., 1926
- (en) Giuseppe Tucci, The Religions of Tibet (trad. Geoffrey Samuel), Routledge, Kegan Paul, 1970
- Giuseppe Tucci Les Religions du Tibet et de la Mongolie, Payot, 1973
- Giuseppe Tucci Théorie et Pratique du Mandala, Éditions Fayard, Paris, 1974
- Giuseppe Tucci Tibet, pays des neiges, préface Katia Buffetrille, Albin Michel, 1967, réédition 1999, Paris, Kailash Éditions
- Giuseppe Tucci RATI-LILA, essai d'interprétation des représentations tantriques des temples du Népal, Genève, Nagel, 1969
- Giuseppe Tucci, Sándor Kőrösi Csoma, le Bodhisattva hongrois, préface de Claudio Mutti, coll. Heartland, Éditions Ars Magna, 2022
- (en) Giuseppe Tucci, Tibetan Painted Scrolls, Rome, Libreria dello Stato, 1949
- Liste des œuvres de Giuseppe Tucci

## Sources
- (en) Cet article est partiellement ou en totalité issu de l’article de Wikipédia en anglais intitulé « Giuseppe Tucci » (voir la liste des auteurs).

- (it) Cet article est partiellement ou en totalité issu de l’article de Wikipédia en italien intitulé « Giuseppe Tucci » (voir la liste des auteurs).